# James Lancaster
Sir James Lancaster (Basingstoke, Hampshire, ca. 1550 - Londres, 6 de juny de 1618) va ser un important comerciant i corsari de l'època elisabetiana, recordat per haver dirigit la primera expedició anglesa a l'Índia pel cap de Bona Esperança.

## Biografia
Durant els anys de joventut va ser soldat i comerciant a Portugal. El 10 d'abril de 1591 va salpar de Torbay, Devon, en un primer gran viatge cap a les Índies Orientals. Amb una flota de tres vaixells, acompanyat per Raymond i Foxcroft, era la primera de les expedicions angleses d'ultramar vers l'Índia. Arribaren a Table Bay l'1 d'agost de 1591, el 12 de setembre van perdre un vaixell davant el cap Correntes, tot descansant a l'illa de Zanzíbar el febrer de 1592. Van superar el cap Comorin el maig següent, arribant fins a la península de Malaca al juny. Durant el viatge, la flota de Lancaster va atacar i saquejar tots els vaixells als quals es trobaven.
Després tornaren cap a Ceilan, moment en què les tripulacions van insistir a tornar a casa. El viatge de tornada va ser desastrós, i només vint oficials i soldats van sobreviure en arribar a Anglaterra el maig de 1594. El seu viatge a l'Índia, així com les exploracions terrestres i comercials de Ralph Fitch, va ser un factor important en la fundació de la Companyia Britànica de les Índies Orientals. El mateix 1594 va dirigir una expedició de cors contra Pernambuco i Recife, al Brasil, amb l'objectiu d'apoderar-se de la càrrega d'un galió portuguès danyat per les tempestes fondejat allà en el camí de retorn de l'Índia. A diferència del viatge a les Índies Orientals, va ser (segons el relat de Richard Hakluyt) molt professional en la seva conducta i va tenir gran èxit, dirigint un assalt terrestre i apoderant-se de la ciutat i, amb l'ajuda d'una flotilla de comerciants neerlandesos que se li van unir, la va mantenir durant diverses setmanes. Van carregar una carraca plena de valuosos productes locals, com pal del Brasil.
El 1600 li van donar el comandament de la primera flota de la Companyia Britànica de les Índies Orientals, que va salpar de Torbay el 22 d'abril de 1601, capitanejant el Red Dragon i en què participava com a primer pilot John Davis. Va ser acreditat també com a enviat especial de la reina Elisabet I d'Anglaterra davant diversos potentats orientals. Després de doblar el cap de Bona Esperança l'1 de novembre de 1601, Lancaster va visitar les illes Nicobar a partir del 9 d'abril de 1602, Aceh i altres parts de Sumatra i illa de Java. Va establir una aliança amb Aceh, fundant a Bantam la primera factoria de Companyia i també va enviar una missió comercial a les Moluques. El viatge de tornada, iniciat el 20 de febrer de 1603, va ser ràpid i pròsper i Lancaster va ser recompensat amb un títol de cavaller en arribar a Anglaterra, l'octubre de 1603.
Lancaster va seguir sent un dels directors principals de la Companyia de les Índies Orientals fins a la seva mort, el maig de 1618. La majoria dels viatges de l'inici del període Estuart, tant a l'Índia com a la recerca del Pas del Nord-oest es van dur a terme sota el seu patrocini i direcció. En un d'aquests viatges, el juliol de 1616, William Baffin va nomenar en honor seu un dels entrants localitzats al nord-oest de la badia de Baffin, l'estret de Lancaster.
El seu testament, datat el 18 d'abril de 1618, establí dues organitzacions de beneficència administrades per la Companyia de Skinner. Una era per a benefici de funcionaris i persones pobres a Basingstoke, que posteriorment va ser traslladat per ordre judicial a la Basingstoke Corporation el 1717. L'altra era per a estudiants pobres de teologia d'Oxford i Cambridge, a qui la Companyia de Skinner encara ajuda actualment.